# Тедди (одежда)
Тедди (англ. teddy — «плюшевый») — кружевной вариант слитного купальника. История кружевных купальников с таким названием начинается с 1910 года. Тедди в те времена сочетали с короткими платьями, которые были в моде в 1920-х годах. В будуарах женщины носили тедди без платьев. К концу 1940-х годов тедди утратили популярность. Новая волна интереса возникла в 1960-х и позднее, в 1980-90-х годах.
Тедди представляет собой слитный купальник. Для изготовления используются шёлк, батист, маркиз, для отделки — гипюр, кружева, тесьма, аппликация, вышивка.
В отличие от боди, тедди шьется, как правило, из прозрачной или полупрозрачной ткани. Может как прикрывать всю верхнюю часть тела, включая руки, так и оставлять открытыми живот и спину. Застёжка тедди располагается снизу.